# Metodo dei momenti (statistica)
Il metodo dei momenti in statistica è un metodo di ricerca degli stimatori, introdotto nel 1894 da Karl Pearson. In base al metodo dei momenti, uno stimatore deve soddisfare una condizione che caratterizza uno o più suoi momenti campionari; in generale si impone l'uguaglianza tra il momento campionario e la sua controparte, non osservabile, che caratterizza la popolazione (ad esempio tra media campionaria e valore atteso per la popolazione), determinando lo stimatore come soluzione dell'equazione che ne risulta.

## Metodo
Si consideri il problema di stimare {\displaystyle k} parametri sconosciuti {\displaystyle \theta _{1},\theta _{2},\dots ,\theta _{k}} caratterizzanti la distribuzione di probabilità {\displaystyle f_{W}(w;\theta )} della variabile casuale {\displaystyle W}. Si supponga che i primi {\displaystyle k} momenti della suddetta distribuzione possono essere espressi come funzione dei parametri sconosciuti {\displaystyle \theta }:
{\displaystyle \mu _{1}\equiv E[W]=g_{1}(\theta _{1},\theta _{2},\dots ,\theta _{k}),}
{\displaystyle \mu _{2}\equiv E[W^{2}]=g_{2}(\theta _{1},\theta _{2},\dots ,\theta _{k}),}
{\displaystyle \vdots }
{\displaystyle \mu _{k}\equiv E[W^{k}]=g_{k}(\theta _{1},\theta _{2},\dots ,\theta _{k}).}
Si supponga che un campione di ampiezza {\displaystyle n} venga estratto, realizzando i valori {\displaystyle w_{1},\dots ,w_{n}}. Per {\displaystyle j=1,\dots ,k},
{\displaystyle {\hat {\mu }}_{j}={\frac {1}{n}}\sum _{i=1}^{n}w_{i}^{j}}
sia il momento campionario {\displaystyle j}-esimo, una stima di {\displaystyle \mu _{j}}. Lo stimatore del metodo dei momenti per {\displaystyle \theta _{1},\theta _{2},\dots ,\theta _{k}} indicato come {\displaystyle {\hat {\theta }}_{1},{\hat {\theta }}_{2},\dots ,{\hat {\theta }}_{k}} è definito come la soluzione (se esiste ed è unica) del sistema di equazioni:
{\displaystyle {\hat {\mu }}_{1}=g_{1}({\hat {\theta }}_{1},{\hat {\theta }}_{2},\dots ,{\hat {\theta }}_{k}),}
{\displaystyle {\hat {\mu }}_{2}=g_{2}({\hat {\theta }}_{1},{\hat {\theta }}_{2},\dots ,{\hat {\theta }}_{k}),}
{\displaystyle \vdots }
{\displaystyle {\hat {\mu }}_{k}=g_{k}({\hat {\theta }}_{1},{\hat {\theta }}_{2},\dots ,{\hat {\theta }}_{k}).}

## Esempi
Si consideri un campione {\displaystyle \left\{x_{i}\right\}_{i=1}^{n}} di variabili casuali identicamente distribuite, ed aventi distribuzione Gaussiana:
{\displaystyle \ f_{X_{i}}(x_{i})={\frac {1}{\sqrt {2\pi \sigma ^{2}}}}\exp \left\{-{\frac {1}{2}}\left({\frac {x_{i}-\mu }{\sigma }}\right)^{2}\right\}.}
Ricordando che: 
{\displaystyle \sigma ^{2}={\textrm {var}}(x_{i})={\textrm {E}}[x_{i}^{2}]-({\textrm {E}}[x_{i}])^{2},}
si vogliono determinare gli stimatori per i parametri {\displaystyle \mu } e {\displaystyle \sigma ^{2}}. 
Impiegando il metodo dei momenti, si impone che:
- i momenti campionari di ordine minore di 3 siano uguali alle loro controparti teoriche;
- il valore atteso degli {\displaystyle x_{i}} sia {\displaystyle {\textrm {E}}[x_{i}]=\mu };
- il momento di ordine 2 sia {\displaystyle {\textrm {E}}[x_{i}^{2}]=\sigma ^{2}+({\textrm {E}}[x_{i}])^{2}}:
{\displaystyle \left\{{\begin{matrix}n^{-1}\sum _{i}x_{i}&=&{\hat {\mu }}\\n^{-1}\sum _{i}x_{i}^{2}&=&{\hat {\sigma }}^{2}+{\hat {\mu }}^{2}\end{matrix}}\right.}
Dalla prima equazione segue che lo stimatore per il parametro valore atteso è la media campionaria. Sostituendo tale espressione nella seconda equazione, si ha:
{\displaystyle {\hat {\sigma }}^{2}={\frac {1}{n}}\sum _{i}x_{i}^{2}-{\hat {\mu }}^{2}={\frac {1}{n}}\left(\sum _{i}x_{i}^{2}-n{\hat {\mu }}^{2}\right)={\frac {1}{n}}\sum _{i}\left(x_{i}-{\hat {\mu }}\right)^{2}.}
È interessante osservare come si tratti degli stessi stimatori ottenuti con il metodo della massima verosimiglianza.
Si precisa che i due metodi di ricerca degli stimatori non conducono necessariamente a individuare gli stessi stimatori in condizioni più generali.
Onde illustrare le proprietà degli stimatori testé derivati, si osserva come sia immediato verificare la correttezza di {\displaystyle {\hat {\mu }}}:
{\displaystyle {\textrm {E}}[{\hat {\mu }}]={\textrm {E}}\left[{\frac {1}{n}}\sum _{i=1}^{n}x_{i}\right]={\frac {1}{n}}\sum _{i=1}^{n}{\textrm {E}}[x_{i}]=\mu .}
D'altra parte, {\displaystyle {\hat {\sigma }}^{2}} non gode di tale proprietà. Ricordando che:
{\displaystyle \sum _{i}(x_{i}-\mu )^{2}=\sum _{i}(x_{i}-{\hat {\mu }})^{2}-n({\hat {\mu }}-\mu )^{2},}
segue che:
{\displaystyle \ {\textrm {E}}[{\hat {\sigma }}^{2}]={\frac {1}{n}}{\textrm {E}}\left(\sum _{i=1}^{n}(x_{i}-{\hat {\mu }})^{2}\right)={\frac {1}{n}}{\textrm {E}}\left[\sum _{i}(x_{i}-\mu )^{2}-n({\hat {\mu }}-\mu )^{2}\right]={\frac {n-1}{n}}\sigma ^{2}.}
Dunque {\displaystyle \ {\hat {\sigma }}^{2}} non è uno stimatore corretto; un tale stimatore sarebbe dato dalla statistica:
{\displaystyle {\hat {s}}^{2}={\frac {1}{n-1}}\sum _{i=1}^{n}(x_{i}-{\hat {\mu }})^{2}.}
Tuttavia {\displaystyle {\hat {\sigma }}^{2}} è uno stimatore asintoticamente corretto; infatti:
{\displaystyle \lim _{n\rightarrow \infty }{\textrm {E}}[{\hat {\sigma }}^{2}]=\lim _{n\rightarrow \infty }{\frac {n-1}{n}}\sigma ^{2}=\sigma ^{2}.}
Importante nel Metodo dei Momenti è verificare la Consistenza dello stimatore costruito, in quanto è uno dei requisiti necessari ad accettare (o rifiutare, se inconsistente) un potenziale stimatore. Perché uno stimatore sia consistente, il limite per {\displaystyle n} che tende ad infinito della varianza dello stimatore, deve essere uguale a 0.

## Vantaggi e svantaggi del metodo dei momenti
Sotto diversi punti di vista, il metodo dei momenti è stato superato dal metodo della massima verosimiglianza di Fisher, poiché gli stimatori di massima verosimiglianza sono maggiormente efficienti, ossia tali che le stime hanno una maggiore probabilità di essere prossime ai valori oggetto di stima.
D'altro canto, spesso le equazioni del metodo della massima verosimiglianza risultano intrattabili se non in via numerica, laddove gli stimatori del metodo dei momenti possono essere rapidamente calcolati in via analitica.
Le stime del metodo dei momenti possono inoltre essere utilizzate come punto di partenza per procedimenti numerici volti a determinare gli stimatori di massima verosimiglianza, ad esempio come punto iniziale del metodo di Newton-Raphson.
In alcuni casi, infrequenti con campioni di grandi dimensioni ma non rari nel caso di campioni di piccola dimensione, le stime ottenute tramite il metodo dei momenti si trovano al di fuori dello spazio dei parametri e sono dunque inattendibili. Tale problema non sorge mai nel caso delle stime di massima verosimiglianza. Inoltre, gli stimatori del metodo dei momenti possono non essere statistiche sufficienti, ossia possono non rappresentare adeguatamente tutta l'informazione contenuta nel campione.